# Bluza românească
Bluza românească (în franceză La Blouse roumaine) este o pictură în ulei realizată de artistul francez Henri Matisse, în 1940. Măsurând 92 × 73 cm, pictura este în prezent păstrată la Muzeul Național de Artă Modernă din Paris. Opera înfățișează o femeie în fustă albastră și bluză albă brodată.
Deși Centrul Pompidou o citează pe Lydia Delectorskaya ca model original, alte candidate pentru inspirația tabloului sunt Elvira Popescu, Elena Văcărescu, Anna de Noailles și Martha Bibescu.
Matisse a pictat zece versiuni ale La Blouse roumaine între 1939 și 1945. O schiță în peniță cu același titlu, cu o bluză similară, dar o compoziție diferită, datată în 1937, se află în colecția Muzeului de Artă din Baltimore.

## Istorie
Tabloul a fost pictat la Nisa, la Hôtel Régina, între decembrie 1939 și aprilie 1940. Se spune că Matisse a fost impresionat de motivele costumelor tradiționale din Europa de Est, în special din România. Acesta este motivul pentru care Matisse s-a dedicat temei bluzei românești, și a aplicat-o la conceperea unei picturi care evocă indirect atmosfera epocii.
Matisse a donat tabloul Muzeului Național de Artă Modernă, a cărui inaugurare, în 1939, fusese întârziată de necesitatea finalizării lucrărilor, și apoi de război, stipulând că tabloul nu trebuie să părăsească muzeul, pe atunci independent de Centrul Pompidou. De atunci, opera a fost păstrată în acest muzeu din Paris.

## Posteritate

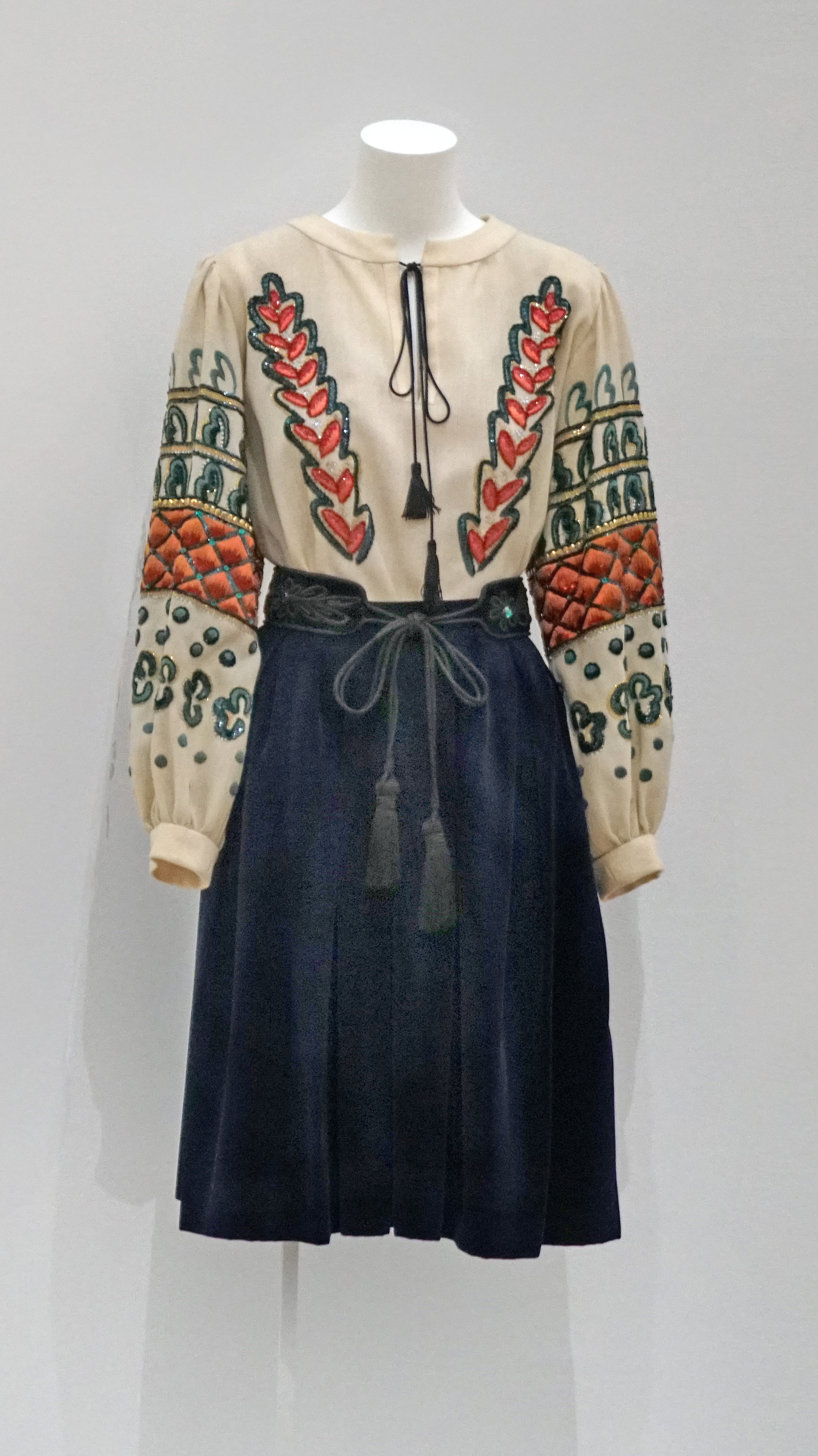
Ținută Yves Saint-Laurent din 1981

Într-un reportaj televizat din 1965, cineastul Jean-Luc Godard, în vârstă de 34 de ani, pășește prin sălile Muzeului de Artă Modernă din Paris, oprindu-se în fața acestei picturi: „Pare destul de simplu, acest tablou, pur decorativ, o bluză... Și apoi, cu cât te uiți mai mult la el, cu atât îl descoperi mai mult, asemenea unui sentiment, o tânără care visează. Este un gând și un sentiment.”.
În filmul său, Pierrot le Fou (1965), Godard a plasat o carte poștală cu La Blouse roumaine pe peretele unuia dintre dormitoarele lui Pierrot.
În 1981, creatorul de modă Yves Saint-Laurent a dedicat colecția toamnă-iarnă a acelui an unor ansambluri inspirate de La Blouse roumaine.